# Andoni Iraola
Andoni Iraola Sagarna (* 22. června 1982 San Sebastián) je španělský fotbalový trenér, který vede anglický klub AFC Bournemouth, a bývalý profesionální fotbalista, který hrával na pozici pravého obránce. Svou hráčkou kariéru ukončil v roce 2017 v americkém klubu New York City FC. Mezi lety 2008 a 2011 odehrál také 7 utkání v dresu španělské reprezentace.

## Hráčská kariéra

### Klubová
Většinu své profesionální kariéry strávil Iraola v dresu Athleticu Bilbao, kde během 12 sezón odehrál 510 soutěžních zápasů. V roce 2015 se přesunul do americké MLS, kde podepsal smlouvu s New Yorkem City FC. Iraola oznámil ukončení své hráčské kariéry 17. listopadu 2016.

### Reprezentační
Iraola byl do španělské reprezentace poprvé povolán 20. srpna 2008 novým trenérem Vicentem del Bosquem k přátelskému utkání s Dánskem. Na hřiště přišel na závěrečných 15 minut při vítězství 3:0, když vystřídal Sergia Ramose.

## Trenérská kariéra

### AEK Larnaka
Iraola byl 18. června 2018 jmenován manažerem kyperského klubu AEK Larnaka, kde nahradil svého krajana Imanola Idiakeze. S klubem ovládl kyperský superpohár a došel s ním až do základní skupiny Evropské ligy. Po téměř dvou měsících bez jediného vítězného zápasu byl 14. ledna propuštěn.

### CD Mirandés
Iraola 10. července 2019 se stal novým trenérem CD Mirandés, který nově postoupil do druhé španělské soutěže. Podruhé v 92leté historii dovedl tým, po vítězstvích nad Celtou Vigo, Sevillou a Villarrealu, do semifinále Copa del Rey a ke konečné 11. příčce v Segunda División. Iraola klub v létě 2020 opustil, protože mu vypršela smlouva.

### Rayo Vallecano
Iraola v srpnu 2020 převzal druholigové Rayo Vallecano. Dne 6. července 2021, po postupu do nejvyšší soutěže, prodloužil svou smlouvu do roku 2023.
V následující sezóně dovedl klub až do semifinále Copy del Rey, což se Rayu podařilo poprvé po 40 letech. V lize Vallecano skončilo na solidní dvanácté příčce.
Na konci sezony 2022/23, ve které dovedl Rayo opět k 12. místu, odešel, protože odmítl nabídku na prodloužení smlouvy.

### AFC Bournemouth
Dne 19. června 2023 byl Iraola jmenován manažerem AFC Bournemouth; na lavičce nahradil propuštěného Garyho O'Neila.